# Осек на Бечви
Осек на Бечви (чеш. Osek nad Bečvou) је насељено мјесто са административним статусом сеоске општине (чеш. obec) у округу Преров, у Оломоуцком крају, Чешка Република.

## Становништво
Према подацима о броју становника из 2014. године насеље је имало 1.212 становника.